# Robert Hägg
Robert Pär Marcus Hägg, född 8 februari 1995 i Alunda församling, är en svensk professionell ishockeyspelare som spelar för Anaheim Ducks i NHL. 
Han har tidigare spelat på NHL-nivå för Florida Panthers, Buffalo Sabres, Philadelphia Flyers, Detroit Red Wings och på lägre nivåer för Lehigh Valley Phantoms och Adirondack Phantoms i American Hockey League. 
I NHL-draften 2013 blev han draftad i andra rundan, som nummer 41 totalt, av Philadelphia Flyers.

## Klubbar
- Gimo IF Moderklubb–2010
- Tierps HK 2010–2011
- Modo Hockey 2010–2014
- Adirondack Phantoms 2013–2014
- Lehigh Valley Phantoms 2014–2017
- Philadelphia Flyers 2016–2021
- Buffalo Sabres 2021–2022
- Florida Panthers 2021–2022
- Detroit Red Wings 2022–